# 1906 코파 델 레이 결승전
1906 코파 델 레이 결승전(스페인어: La Final de la Copa del Rey de 1906)은 스페인 축구 컵대회인 코파 델 레이의 4번째 결승전이다. 이 경기는 1906년 4월 10일에 마드리드의 이포드로모에서 진행되었다. 이 경기는 아틀레틱 빌바오와 마드리드 축구단 간의 경기였다.
마드리드 축구단은 아틀레틱 빌바오를 4-1로 이기면서 통산 2번째 우승을 거두었다.

## 상세 경기 정보
| 아틀레틱 빌바오 | 1-4 | 마드리드 축구단                                                                       |
| --------------- | --- | ------------------------------------------------------------------------------------- |
| 우리베 2T′      |     | 마누엘 프라스트 1T′ · 페드로 파라헤스 2T′ · 마누엘 프라스트 2T′ · 페드로 파라헤스 2T′ |

| 아틀레틱 빌바오:      |  |
|                       |  |
| 프라도                |  |
| 이그나시오 아옌데     |  |
| J. 이리사르           |  |
| E. 에구렌             |  |
| 토마스 무르가         |  |
| R. 모레노             |  |
| 만사라가              |  |
| 에르메네힐도 가르시아 |  |
| 셀라다                |  |
| 우리베                |  |
| 호아킨 엘로세기       |  |

| 마드리드 축구단:     |  |
|                      |  |
| 마누엘 알칼데        |  |
| 호세 베라온도 (주장) |  |
| 호아킨 야르사        |  |
| 호세 히랄트          |  |
| 앙리 노르망          |  |
| 마누엘 야르사        |  |
| 페드로 파라헤스      |  |
| 마누엘 프라스트      |  |
| 안토니오 알론소      |  |
| 페데리코 레부엘토    |  |
| 아르만도 히랄트      |  |

## 같이 보기
- 구 고전 더비